# 克里斯蒂娜·比約恩斯多塔
克里斯蒂娜·比約恩斯多塔（瑞典語：Kristina Björnsdotter，約1125年—約1170年），瑞典王后，1156年至1160年在位。
克里斯蒂娜的父親是丹麥國王埃里克一世的孫子，母親是瑞典國王老英格的女兒。約在1140年代，克里斯蒂娜與埃里克九世結婚，兩人共有2子2女：
1. 克努特·埃里克松，瑞典國王
2. 菲里普·埃里克松，克努特二世的祖父
3. 卡塔里娜·埃里克斯多塔（英语：Katarina Eriksdotter）
4. 瑪格麗塔·埃里克斯多塔，挪威王后